# Ibán Cuadrado
Ibán Javier Cuadrado Alonso (Salamanca, 21 febbraio 1979) è un ex calciatore spagnolo, di ruolo difensore.